# Jardim Itaoca
Jardim Itaoca, é um bairro no distrito de Capão Redondo, na cidade de São Paulo.
Fica ao lado do final da Estação Capão Redondo, próximo ao Terminal Capelinha e ao Shopping Campo Limpo, além de outros vários comércios e a Igreja Católica Nossa Senhora do Carmo.